# 오재필
오재필(吳梓馝, 개명전 이름은 오승택(吳承澤), 1982년 6월 7일 ~ )은 KBO 리그 전 한화 이글스의 외야수이다.

## 선수 시절
2001년 2차 12순위(전체 92순위)로 한화 이글스에 지명을 받았고, 한양대학교를 졸업한 후 2005년에 입단하였다. 하지만 잦은 부상과 수술로 군 입대 전에는 2006년에 와서야 1군에 올릴 정도로 별로 출전하지 못했고, 가장 많이 출장하였던 2008년 시즌 후 공익근무요원으로 복무했다. 
2010년 공익근무요원 소집 해제로 복귀한 후 이름을 오승택에서 오재필로 개명하였다. 
2011년 5월 21일 군산 KIA전에서 데뷔 첫 홈런을 터뜨렸다. 하지만 잦은 부상으로 시즌 중 스스로 방출을 요청했고 이후 은퇴했다.

## 출신학교
- 공주중동초등학교
- 공주중학교
- 공주고등학교
- 한양대학교